# فهرست کاربردهای پیش‌بینی‌شده رادرفوردیم

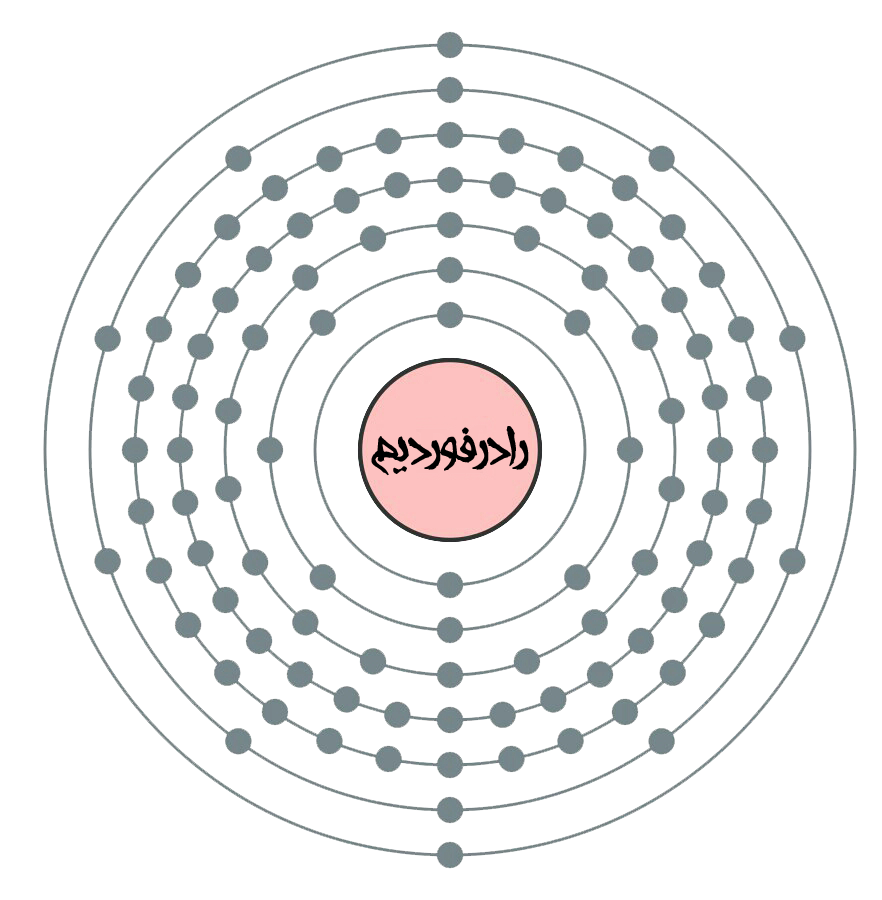
تصویری از لایه‌های الکترونی رادرفوردیم

رادرفوردیم یک عنصر شیمیایی مصنوعی که به افتخار فیزیکدان نامی و برندهٔ جایزهٔ نوبل شیمی، ارنست رادرفورد نام‌گذاری شده‌است. رادرفوردیم پرتوزا است و در نتیجه رادرفوردیم هیچ ایزوتوپ پایداری ندارد. پایدارترین ایزوتوپ آن رادرفوردیم-۲۶۷ بوده که نیمه‌عمری برابر با ۱٫۳ ساعت دارد که باعث می‌شود تصور کاربردهای زیادی برای این عنصر بسیار دشوار باشد؛ ولی با این وجود رادرفوردیم جزو سنگینترین عناصری است که نیمه‌عمری بیش از ۱ ساعت دارد که دامنهٔ کاربردهای آن را در تحقیقات هسته‌ای را گسترده‌تر می‌کند.
رادرفوردیم به علت همین نیمه‌عمر کم کاربرد تجاری ندارد؛ برخی ایزوتوپ‌های آن با نیمه‌عمرهای نسبتاً کمتر همچون ۲۶۳Rf در پزشکی هسته‌ای مورد استفاده قرار بگیرد. از رادرفوردیم می‌توان برای سیکلوترون‌ها به‌عنوان هدف برای بمباران نوترونی برای کشف عناصر جدید استفاده کرد ولی از آنجایی که انرژی واپاشی آن چندان زیاد نیست نمی‌توان از آن برای تولید انرژی هسته‌ای به صورت گسترده‌ای استفاده کرد؛ به شکلی که نسبت انرژی واپاشی رادرفوردیم-۲۶۱(۸٫۲۸ مگا الکترون ولت) به اورانیم-۲۳۵(۲۰۲٫۴۸ مگا الکترون ولت) تقریباً مانند نسبت ۱ به ۲۴ است.

## راهنمای نشانه‌ها
| نماد                   | ویژگی یا کاربرد     |
| ---------------------- | ------------------- |
|                        | تحقیقات هسته‌ای      |
|                        | هدف بمباران نوترونی |
| Technology and culture | پزشکی هسته‌ای        |
|                        | بدون صرفهٔ اقتصادی   |

## کاربردهای در حال استفاده
| نماد | ایزوتوپ‌های مناسب                   | کاربرد و توضیحات | منبع         |
| ---- | ---------------------------------- | --- | ------------ |
|      | اغلب ایزوتوپ‌های سنگین‌تر رادرفوردیم | از آنجایی که ایزوتوپ‌های سنگین‌تر نیمه‌عمر طولانی‌تری نسبت به ایزوتوپ‌های سبک‌تر دارند و برای تحقیقات مناسب‌تر هستند؛ این تحقیقات مطالعات دربارهٔ خواص فیزیکی و شیمیایی عناصر سنگین‌تر را در بر می‌گیرد. | [ ۷ ] [ ۸ ]  |
|      | اغلب ایزوتوپ‌های سنگین‌تر رادرفوردیم | ایزوتوپ‌های سنگین‌تر همان‌طور که بالاتر ذکر شد نیمه‌عمر طولانی‌تری نسبت به ایزوتوپ‌های سبک‌تر دارند؛ در نتیجه برای بمباران نوترونی برای سنتز عناصر جدید، مناسب‌تر هستند.                               | [ ۹ ] [ ۱۰ ] |

## کاربردهای پیش‌بینی‌شده
| نماد                   | ایزوتوپ‌های مناسب                                      | کاربرد و توضیحات | منبع          |
| ---------------------- | ----------------------------------------------------- | --- | ------------- |
| Technology and culture | رادرفوردیم-۲۶۷، ۲۶۵، ۲۶۳ و ۲۶۱                        | این چهار ایزوتوپ جزو پایدارترین ایزوتوپ‌های رادرفوردیم هستند که آنها را برای پزشکی هسته‌ای مناسب‌تر از سایر ایزوتوپ‌ها می‌سازد. این ایزوتوپ‌ها می‌توانند در تشخیص سرطان و تومورشناسی کاربرد داشته باشند. | [ ۱۱ ]        |
|                        | تمامی ایزوتوپ‌ها ولی ایزوتوپ‌های سنگین‌تر مناسب‌تر هستند. | صرف نظر از جنبهٔ اقتصادی، این ایزوتوپ‌ها می‌توانند با شکافت هسته‌ای مقادیری از انرژی را تولید کنند و به عناصر سبک‌تری تبدیل می‌شوند.                                                                    | [ ۱۲ ] [ ۱۳ ] |
|                        | تمامی ایزوتوپ‌ها ولی ایزوتوپ‌های سنگین‌تر مناسب‌تر هستند. | صرف نظر از جنبهٔ اقتصادی، این ایزوتوپ‌ها می‌توانند با شکافت هسته‌ای مقادیری از انرژی را تولید کنند و به عناصر سبک‌تری تبدیل می‌شوند.                                                                    | [ ۱۲ ] [ ۱۳ ] |